# سعال مزمن
السعال المزمن سعال طويل الأمد، يُعرَّف أحيانًا بأنه سعال يستمر أكثر من عدة أسابيع أو أشهر. يمكن استخدام المصطلح لوصف الأسباب المختلفة المتعلقة بالسعال، وأهم ثلاثة أسباب هي متلازمة سعال مجرى الهواء العلوي (التنقيط الأنفي الخلفي) والربو والارتجاع المعدي المريئي. يحدث السعال المزمن في مجرى الهواء العلوي للجهاز التنفسي، علمًا أن السعال يستمر عمومًا نحو أسبوع إلى أسبوعين، أما السعال المزمن قد يستمر فترة طويلة تصل إلى 6 أسابيع أو أكثر. غالبًا ما يعاني مرضى السعال المزمن أكثر من سبب مرضي واحد. والعلاجات المستخدمة متشابهة نظرًا إلى طبيعة المتلازمة، مع وجود عدد من العلاجات المتتابعة المتاحة، لكن التدبير السريري للمرضى يبقى تحديًا.

## العلامات والأعراض
تشمل الأعراض الشائعة المصاحبة للسعال المزمن سيلان الأنف أو انسداده، والشعور بسائل يسيل في مؤخرة الحلق (التنقيط الأنفي الخلفي)، وتنظيف الحلق المتكرر (السعال) والتهاب الحلق، وبحة الصوت، وأزيز أو ضيق في التنفس، وحرقة الفؤاد (حرقة المعدة) أو الشعور بطعم حامض في الفم، وفي حالات نادرة السعال المصحوب بخروج دم.

### المضاعفات
قد يشكل السعال طويل الأمد والتهيج المستمر في مجرى الهواء العلوي مشكلة لمرضى السعال المزمن، إذ يؤثر السعال المستمر في حياة الفرد اليومية، ويسبب مشكلات إضافية مثل العجز عن الحصول على نوم مستمر، والتعب أثناء النهار، وصعوبة التركيز في العمل أو المدرسة، والصداع، والدوخة. تشمل المضاعفات الأخرى الأكثر شدة كلًا من الإغماء وسلس البول وكسر الأضلاع الناجم عن السعال المفرط، لكنها مضاعفات نادرة.

## الأسباب
قد يقف سبب واحد أو مجموعة أسباب خلف السعال المزمن، وتشمل هذه الأسباب:
- التنقيط الأنفي الخلفي، يُنتَج فيه المخاط بصورة زائدة في جيوب الأنف ومن ثم يقطر عائدًا نحو الحلق، ما يسبب تحريض السعال؛ يُعرف المرض أيضًا باسم متلازمة سعال مجرى الهواء العلوي. قد يحدث التنقيط الأنفي الخلفي بسبب التهييج المباشر أو بسبب التهاب مستقبلات السعال في مجرى الهواء العلوي. يمثل التنقيط الأنفي الخلفي ما يصل إلى 34٪ من حالات السعال المزمن.[4]
- الربو الذي يصيب الجهاز التنفسي العلوي؛ قد تؤدي أسباب أخرى مثل الهواء البارد أو استنشاق المواد الكيميائية إلى السعال.[5]
- الارتجاع المعدي المريئي (جي إي آر دي)؛ حالة شائعة يتسبب فيها ارتجاع حمض المعدة من المعدة إلى الحلق في حدوث تهييج قد يؤدي إلى السعال المزمن.[6]
- حالات العدوى مثل الالتهاب الرئوي والإنفلونزا ونزلات البرد والسل أو التهابات أخرى في الجهاز التنفسي العلوي، إذ تتضمن أعراضها السعال الذي يمكن قد يستمر حتى بعد زوال العدوى. عادة ما يُصنف الشاهوق (السعال الديكي) بصورة خاطئة على أنه سبب للسعال المزمن.[5]
- أدوية ضغط الدم مثل الإنزيم المحول للأنجيوتنسين، الذي يوصف عادةً للأفراد الذين يعانون ارتفاع ضغط الدم والفشل القلبي، إذ تسبب هذه الأدوية سعالًا مزمنًا كأثر جانبي لاستخدامها.[3]
- التهاب القصبات المزمن؛ التهاب في الممرات الهوائية الرئيسية مثل النبيبات القصبية، يسبب سعال مصحوب ببلغم ملون. توجد قصة تدخين لدى معظم مرضى التهاب القصبات المزمن. نظرًا إلى طبيعة هذا المرض، ينتمي التهاب القصبات المزمن إلى طيف من أمراض الرئة المرتبطة بالتدخين والمعروفة أيضًا باسم الداء الرئوي المسد المزمن (سي أو بّي دي)، ونتيجة هذا الطيف، توجد أحيانًا أمراض رئوية أخرى مثل انتفاخ الرئة مصاحبة للداء الرئوي المسد المزمن. يمثل 5٪ من حالات السعال المزمن.[3]
- تمثل المهيجات الكيميائية مثل دخان السجائر أو غيرها عوامل شائعة تسبب السعال المزمن. تسهم هذه المهيجات عادةً في ظهور التهاب القصبات المزمن.[3]
- تشمل الأسباب النادرة الأخرى: الشفط الرئوي، وتوسع القصبات، والتهاب القصيبات، والتليف الكيسي، والارتجاع الحنجري البلعومي، وسرطان الرئة، التهاب القصبات اليوزيني غير الربوي، والساركويد.